# 灰突吻鱈
灰突吻鱈，為輻鰭魚綱鱈形目鼠尾鱈科的其中一種，分布於北太平洋區，從日本鄂霍次克海至美國奧勒岡州海域，深度150-3500公尺，本魚吻短且鈍，下巴具有短鬚，鱗片容易脫落，體淺灰色，鰭黑色到暗色，口部與鰓腔黑色，體長可達66公分，屬深海底棲性魚類，棲息在底層水域，生活習性不明。

## 扩展阅读
維基物種上的相關：灰突吻鱈